# USS Octopus (SS-9)
USS Octopus (SS-9) – amerykański okręt podwodny z okresu I wojny światowej, jednostka prototypowa typu C. Została zwodowana 4 października 1906 roku w Fore River Shipyard w Quincy i przyjęta w skład US Navy 30 czerwca 1908 roku. W listopadzie 1911 roku nazwę okrętu zmieniono na oznaczenie literowo-numeryczne C-1. Okręt wycofano ze służby 4 sierpnia 1919 roku i sprzedano w roku następnym.

## Projekt i budowa
USS „Octopus” został zaprojektowany przez inż. Lawrence’a Y. Speara i stanowił rozwinięcie projektu Johna Hollanda (typ A). Okręt miał większe wymiary i wyporność, a także wyposażono go w dwie wyrzutnie torped oraz napędzające dwie śruby dwa silniki benzynowe, co przyczyniło się do znacznego wzrostu zasięgu. W późniejszym czasie wyposażenie jednostki powiększono o drugi peryskop).
Okręt zbudowany został w stoczni Fore River Shipyard w Quincy. Wodowanie odbyło się 4 października 1906 roku.

## Dane taktyczno–techniczne
„Octopus” był małym okrętem podwodnym o konstrukcji jednokadłubowej. Długość całkowita jednostki wynosiła 32,11 metra, szerokość 4,24 metra i zanurzenie 3,33 metra. Wyporność w położeniu nawodnym wynosiła 238 ton, a w zanurzeniu 275 ton. Okręt napędzany był na powierzchni przez dwa silniki benzynowe Craig o łącznej mocy 500 koni mechanicznych (KM). Napęd podwodny zapewniał silnik elektryczny o mocy 300 KM. Dwuśrubowy układ napędowy pozwalał osiągnąć prędkość 10,5 węzła na powierzchni i 9 węzłów w zanurzeniu. Zasięg wynosił 800 Mm przy prędkości 8 węzłów w położeniu nawodnym oraz 80 Mm przy prędkości 5 węzłów pod wodą. Dopuszczalna głębokość zanurzenia wynosiła 60 metrów.
Okręt wyposażony był w dwie dziobowe wyrzutnie torped kalibru 450 mm (18"), z łącznym zapasem czterech torped. Załoga okrętu składała się z 15 oficerów, podoficerów i marynarzy.

## Przebieg służby
USS „Octopus” (Submarine Torpedo Boat No. 9) został wcielony do służby w US Navy 30 czerwca 1908 roku. Pierwszym dowódcą jednostki został por. mar. C.E. Courtney. Okręt został przydzielony do 2. Flotylli Okrętów Podwodnych we Flocie Atlantyku, gdzie brał udział w szkoleniu i eksperymentach stacjonując w Newport, Nowym Jorku i Norfolk. W okresie 14 lutego 1910 – 15 kwietnia 1910 roku był wycofany z czynnej służby. Następnie „Octopus” został przywrócony do służby, a 17 listopada 1911 roku nazwę okrętu zmieniono na oznaczenie literowo-numeryczne C-1.
Od 29 maja do 7 grudnia 1913 roku okręt w składzie 1. Grupy Okrętów Podwodnych Floty Atlantyckiej operował z Zatoki Guantánamo na Kubie. W okresie I wojny światowej okręt patrolował strefę Kanału Panamskiego.
4 sierpnia 1919 roku w Coco Solo w Panamie C-1 został wycofany ze służby. Sprzedano go 13 kwietnia 1920 roku.